# Manúčehr Eqbál
Manúčehr Eqbál (persky منوچهر اقبال‎; 13. října 1909 Kašmar – 25. listopadu 1977 Teherán) byl íránský lékař a roajalistický politik. V letech 1957–1960 byl íránským předsedou vlády.

## Raný život a vzdělání
Narodil se v roce 1909 a jeho rodina pocházela z Chorásánu. Studoval na Dár al-Fanúnu a v roce 1933 dokončil v Paříži pokročilé studium medicíny.

## Kariéra

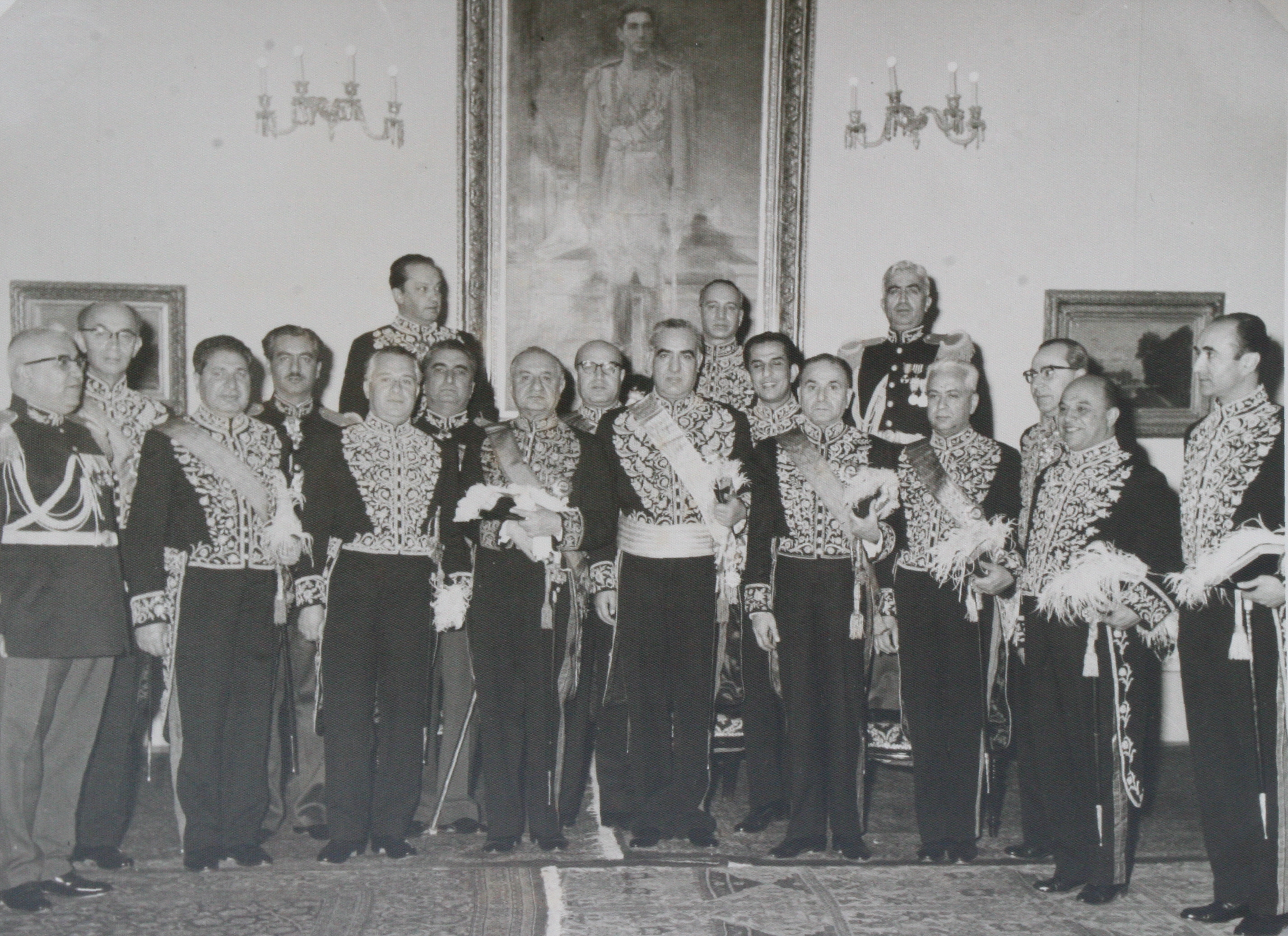
Vláda Manúčehra Eqbála

Po promoci v roce 1933 byl zaměstnán jako lékař v Mašhadu. Ve čtyřicátých letech se stal náměstkem ministra zdravotnictví. V roce 1950 byl jmenován rektorem Tabrízské univerzity a v roce 1954 Teheránské univerzity. O pět let později se stal vyslancem Íránu při UNESCO. Poté nějaký čas vyučoval na Sorbonně a stal se členem francouzské Académie Nationale de Médecine. V tomto období založil Nacionalistickou stranu a působil jako její předseda.
Působil jako ministr zdravotnictví ve vládě Ahmada Qavama, ministr kultury ve vládě Abdolhosejna Hažíra, ministr dopravy ve vládě Alího Mansúra a ministr vnitra ve vládě Muhammada Sa'eda. Působil také jako guvernér provincie Východní Ázerbájdžán.
V dubnu 1957 se stal předsedou vlády a nahradil ve funkci Hosejna Alu. Jeho vlády vydržela až do září 1960, kdy ho ve funkci nahradil Dža'far Šaríf Emamí. Až do své smrti působil jako předseda Národní íránské ropné společnosti. Byl také jedním z blízkých pomocníků šáha.

## Osobní život a smrt
Oženil se s Francouzskou a měl tři dcery. Nejstarší Nicole se stala jeptiškou. Druhá, Monique, se provdala za švýcarského chirurga a měla dceru Muriel Pedrazzini. Nejmladší dcera, Maryam, se poprvé provdala za prince Mahmúda Rezu Pahlavího v říjnu 1964, když jí bylo 18 let, ale manželství skončilo rozvodem a ona se provdala za Šahríára Šafíqa.
Zemřel na infarkt 25. listopadu 1977 v Teheránu ve věku 68 let.